# Res mixtae
Res mixtae è un'espressione latina la cui traduzione letterale significa "cose miste".
Nel rapporto tra Stato e Chiesa, ad esempio, indica particolari materie che possono interessare sia l'uno che l'altra o proprietà in cui l'elemento religioso è così importante che lo Stato limita la sua autonomia per collaborare con le autorità ecclesiastiche per meglio tutelarne la libertà religiosa.